# ناتینگهام
ناتینگهام (به انگلیسی: Nottingham) شهری است در شمال انگلستان در ناحیه میدلند شرقی در کشور پادشاهی متحد بریتانیای کبیر و ایرلند شمالی. همچنین ناتینگام خانه اسطوره معروف رابین هود می‌باشد، این شهر منطقه‌ای خوشنام در ناتینگام‌شر انگلستان، واقع در ۳۰ مایل (۴۸ کیلومتر) جنوب شفیلد و ۳۰ مایل (۴۸ کیلومتر) شمال لستر است، علاوه بر افسانه رابین هود این شهر به دلیل وجود کارخانه و صنایع توتون و تنباکو بسیار مشهور است، ناتینگام یک مقصد توریستی است، در سال ۲۰۱۱ بازدیدکنندگان بالغ بر ۱/۵ میلیارد پوند برای این منطقه درآمدزایی داشتند که این میزان باعث شد تا این شهر در رتبه سیزدهمین شهر توریستی قرار بگیرد. آب و هوای این شهر معتدل است.
در سال ۲۰۱۵ جمعیت ناتینگام بالغ بر ۳۲۱٬۵۰۰ نفر برآورد گردید، به همراه شهرک‌های گسترده که شامل مجموعهٔ حومهٔ شهر می‌گردید ناتینگام جمعیتی به میزان ۷۶۸٬۶۳۸ نفر را در خود جای داده‌است، ناتینگام برنده جایزه سیستم حمل و نقل عمومی می‌باشد که از جمله آنها می‌توان به بزرگترین سیستم شبکه اتوبوس‌های دولتی در انگلستان اشاره داشت، ایستگاه راه‌آهن ناتینگام و سیستم ترانزیت مدرن ناتینگام اکسپرس از جمله موارد دیگر در زمینه حمل و نقل عمومی است، این شهر یک مرکز ورزشی بزرگ می‌باشد که در اکتبر ۲۰۱۵ به عنوان خانه ورزش انگلستان نامیده شد.
در ۱۱ دسامبر سال ۲۰۱۵ این شهر از طرف یونسکو به عنوان شهر ادبیات نامگذاری گردید که باعث شد در کنار معدود شهرهای موجود در دنیا همچون نورویچ، ملبورن، پراگ و بارسلونا قرار بگیرد، عناوین منتسب به این شهر یعنی میراث ادبی ناتینگام ارتباط مستقیمی با نوابغی چون لرد بایرون، دی. اچ. لارنس و الن سیلیتو دارد.

## جمعیت
بر طبق سرشماری صورت گرفته در سال ۲۰۱۱ جمعیت این شهر تقریباً ۳۰۴ هزار نفر بوده‌است که یکی از شهرهای کم جمعیت انگلستان به حساب می‌آید.

## ورزش
ناتینگام فارست در شهر ناتینگام واقع شده‌است که در سال ۱۸۶۵تاسیس شده‌است. همچنین کریکت، راگبی و هاکی روی یخ از ورزش‌های مهم این شهر است.

## شهرهای خواهرخوانده
ناتینگام خواهرخوانده شهرهای زیر است:
- خنت (بلژیک)
- کارلسروهه (آلمان)
- هراره (زیمبابوه)
- مینسک (بلاروس)
- نینگ بو (چین)

## نگارخانه

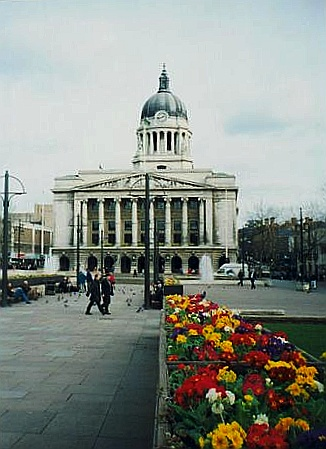